# لا أوريخا دي فان غوغ
لا أوريخا دي فان غوغ (بالإسبانية: La Oreja de Van Gogh)‏ و لتي تعني بالعربية أذن فان غوغ و هي فرقة غنائية وموسيقية أتى اسمها من الرسام المعروف فينسينت فان غوغ، الذي قص شحمة أذنه، أغلب أغاني الفرقة شعرية كتبها أعضاء الفرقة كـ بابلو و إكسافي و أمايا مونتيرو، السمة العامة للأغاني تتكلم عن الحب، والصداقة، والعلاقات. منذ أول ظهور لهم باعو أكثر من 8 ملايين ألبوم حول العالم.
في تشرين الثاني 2007، المغنية "أمايا أعلنت رغبتها في الانفصال عن الفرقة لتبدأ مهنة الغناء منفردة، 
و جائت بدلا عنها ليري مارتينيس، حيث تم إعلان هذا في تموز 2008، وكانت أول أغنية باسم  El Último Vals ، و تم بيعها في نفس الوقت، والتي أخذت من ألبوم  A las cinco en el Astoria .

## روابط خارجية
- لا أوريخا دي فان غوغ على موقع ميوزك برينز (الإنجليزية)
- لا أوريخا دي فان غوغ على موقع أول ميوزيك (الإنجليزية)
- لا أوريخا دي فان غوغ على موقع ديسكوغز (الإنجليزية)